# Ford Model A (1903–1904)
Originalul Ford Model A este prima mașină produsă de Ford Motor Company, începând cu 1903. Stomatologul Ernest Pfennig a devenit primul proprietar al unui Model A la 23 iulie 1903; 1.750 de mașini au fost fabricate din 1903 până în 1904 în Detroit. Model A a fost înlocuit cu Ford Model C în 1904.